# Straßenradsport-Weltmeisterschaften 1955

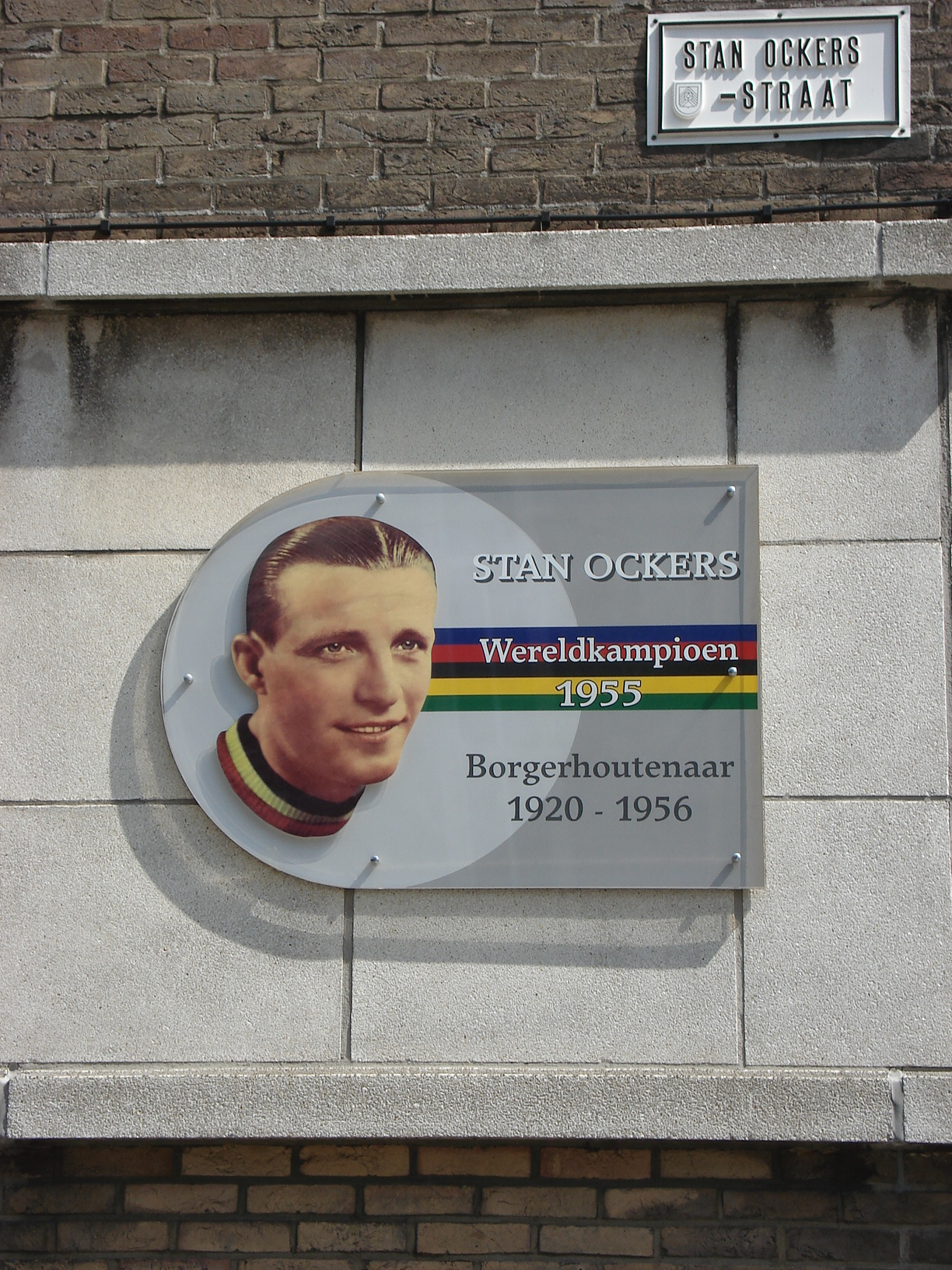
Gedenktafel für den belgischen Weltmeister von 1955 Stan Ockers in Antwerpen

Die Straßenradsport-Weltmeisterschaften 1955 fanden am 27. und 28. August in Frascati (Italien) statt.

## Strecke
Der WM-Kurs führte vom 23 Kilometer südöstlich von Rom gelegenen Frascati zum Torre di Mezzavia, 16 Kilometer vom Zentrum Roms entfernt, und von dort zurück nach Frascati. Die Strecke maß 20,938 Kilometer und hatte sowohl Asphalt- als auch über Steinbelag. Zwischen den Kilometern drei und sieben kamen die Fahrer bei starkem Gefälle zu einem Tempo bis zu 70 km/h. Drei Kilometer vor dem Ziel war aufwärts einen Höhenunterschied von 180 Metern zu bewältigen.

## Renngeschehen
Das 293 Kilometer lange Rennen der Berufsfahrer wurde bei 35 Grad im Schatten zu einer Hitzeschlacht, der von 65 gestarteten Fahrern nur 21 Akteure gewachsen waren. Es bildete sich bereits früh eine Spitzengruppe um den Titelverteidiger Louison Bobet, in der aber auch drei Belgier mitfuhren. Als sich in der 13. und vorletzten Runde der 35-jährige Belgier Stan Ockers aus der Spitzengruppe löste, übernahmen seine beiden Landsleute die Bremserfunktion, sodass Ockers einen Vorsprung von einer Minute herausfahren konnte und unbedrängt das Ziel erreichte. Auf der gesamten Distanz hatte er eine Durchschnittsgeschwindigkeit von 33,6 km/h erreicht. Seine Mannschaftskameraden Germain Derycke und Marcel Janssens kamen mit der sechsköpfigen Verfolgergruppe als 3. und 5. ins Ziel, den Spurt der Verfolger hatte der Luxemburger Jean-Pierre Schmitz gewonnen, der damit Platz zwei erreichte. Die italienischen Lokalmatadoren enttäuschten und erreichten mit Gastone Nencini als beste Platzierung nur den 4. Platz. Mit Platz 14 war Ferdy Kübler einziger Schweizer, der das Ziel erreichte. Deutschland hatte acht Fahrer ins Rennen geschickt, von denen sechs das Ziel erreichten. Bester deutscher Fahrer war Franz Reitz, der mit fast 19 Minuten Rückstand zum Sieger auf Platz 15 landete.
Die Amateure hatten einen Tag zuvor 188 Kilometer zu bewältigen. Es kam zu einem totalen italienischen Triumph, auf dem Siegerpodest standen drei Italiener. Amateur-Weltmeister wurde der 21 Jahre alte Sante Ranucci im Spurt vor seinem Landsmann Lino Grassi. Mit 1:42 Minuten Rückstand kam der dritte Italiener Dino Bruni auf Platz drei. Bei tropischer Hitze von 45 Grad schied über die Hälfte der 110 gestarteten Fahrer aus, unter ihnen alle sechs DDR-Aktive (Günter Grünwald, Wolfgang Grupe, Emil Reinecke, Gustav-Adolf Schur, Horst Tüller und Detlef Zabel), die schon nach der sechsten Runde vom Rad gestiegen waren. Zeitweise hatte es den Anschein, als hätte der Däne Hans Edmund Andresen der italienischen Phalanx Paroli bieten können. Er war in der siebten Runde zusammen mit dem Italiener Lino Grassi dem Feld davongefahren, und beide fuhren einen dreiminütigen Vorsprung heraus. Zwei Runden später schlossen jedoch Ranucci und Bruni auf, und dem italienischen Trio gelang es, den Dänen abzuhängen. Er kam schließlich wieder mit dem Hauptfeld als Zwölfter ins Ziel. Als bester Deutscher erreichte der Saarländer Lothar Friedrich den 8. Platz. Vom Bund Deutscher Radfahrer wurden Karl-Heinz Meyer 19. und Karl Loy 31.

## Ergebnisse
| Platz | Athlet              | Land | Zeit        |
| ----- | ------------------- | ---- | ----------- |
| 1     | Stan Ockers         | BEL  | 8:43:29 h   |
| 2     | Jean-Pierre Schmitz | LUX  | + 1:03 min  |
| 3     | Germain Derycke     | BEL  | + 1:15 min  |
| 4     | Gastone Nencini     | ITA  | + 1:15 min  |
| 5     | Marcel Janssens     | BEL  | + 1:40 min  |
| 6     | Jacques Anquetil    | FRA  | + 1:40 min  |
| 7     | Pasquale Fornara    | ITA  | + 1:50 min  |
| 8     | Raphaël Géminiani   | FRA  | + 2:45 min  |
| 9     | Antonin Rolland     | FRA  | + 7:35 min  |
| 10    | Bruno Monti         | ITA  | + 12:52 min |
| 11    | Pierre Molinéris    | FRA  | + 13:39 min |
| 12    | Agostino Coletto    | ITA  | + 16:32 min |
| 13    | Nino Defilippis     | ITA  | + 17:52 min |
| 14    | Ferdy Kübler        | SUI  | + 18:58 min |
| 15    | Franz Reitz         | GER  | + 18:58 min |
| 16    | Hennes Junkermann   | GER  | + 19:08 min |
| 17    | Aldo Moser          | ITA  | + 20:22 min |
| 18    | Herbert Ebbers      | GER  | + 27:24 min |
| 19    | Heinz Müller        | GER  | + 27:24 min |
| 20    | Hans Preiskeit      | GER  | + 27:24 min |
| 21    | Günther Pankoke     | GER  | + 27:24 min |

| Platz | Athlet                  | Land | Zeit       |
| ----- | ----------------------- | ---- | ---------- |
| 1     | Sante Ranucci           | ITA  | 5:36:09 h  |
| 2     | Lino Grassi             | ITA  | 5:36:09 h  |
| 3     | Dino Bruni              | ITA  | + 1:42 min |
| 4     | Adrie van Steenselen    | NED  | + 2:04 min |
| 5     | Seamus Elliott          | IRL  | + 2:40 min |
| 6     | Adolf Christian         | AUT  | ?          |
| 7     | Giuseppe Fallarini      | ITA  | ?          |
| 8     | Lothar Friedrich        | SAA  | ?          |
| 9     | Raymond Booty           | GBR  | ?          |
| 10    | Arie van Wetten         | NED  | ?          |
| 11    | René Pavard             | FRA  | ?          |
| 12    | Hans Edmund Andresen    | DEN  | ?          |
| 13    | Stanley Arthur Brittain | GBR  | ?          |
| 14    | Michel Stolker          | NED  | ?          |
| 0 …   |                         |      |            |
| 19    | Karl-Heinz Meyer        | GER  |            |
| 31    | Karl Loy                | GER  |            |